# Маньяче
Маньяче (итал. Maniace) — коммуна в Италии, располагается в регионе Сицилия, подчиняется административному центру Катания.
Население составляет 3545 человек, плотность населения составляет 101 чел./км². Занимает площадь 35 км². Почтовый индекс — 95030. Телефонный код — 095.
Покровителем коммуны почитается святой Себастьян. Праздник ежегодно празднуется 20 мая.